# Liebfrauenkirche (Säben)

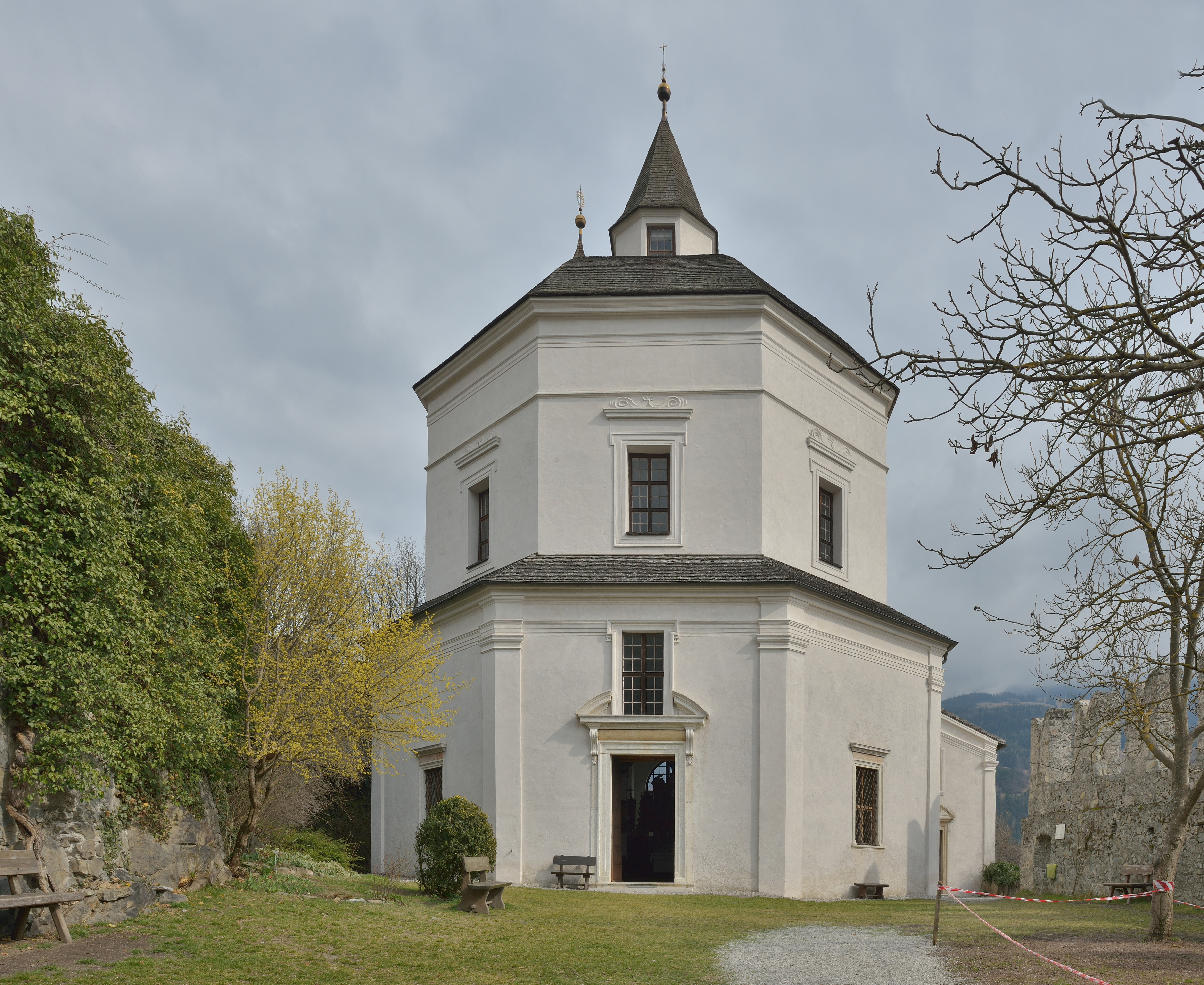
Ansicht von Westen

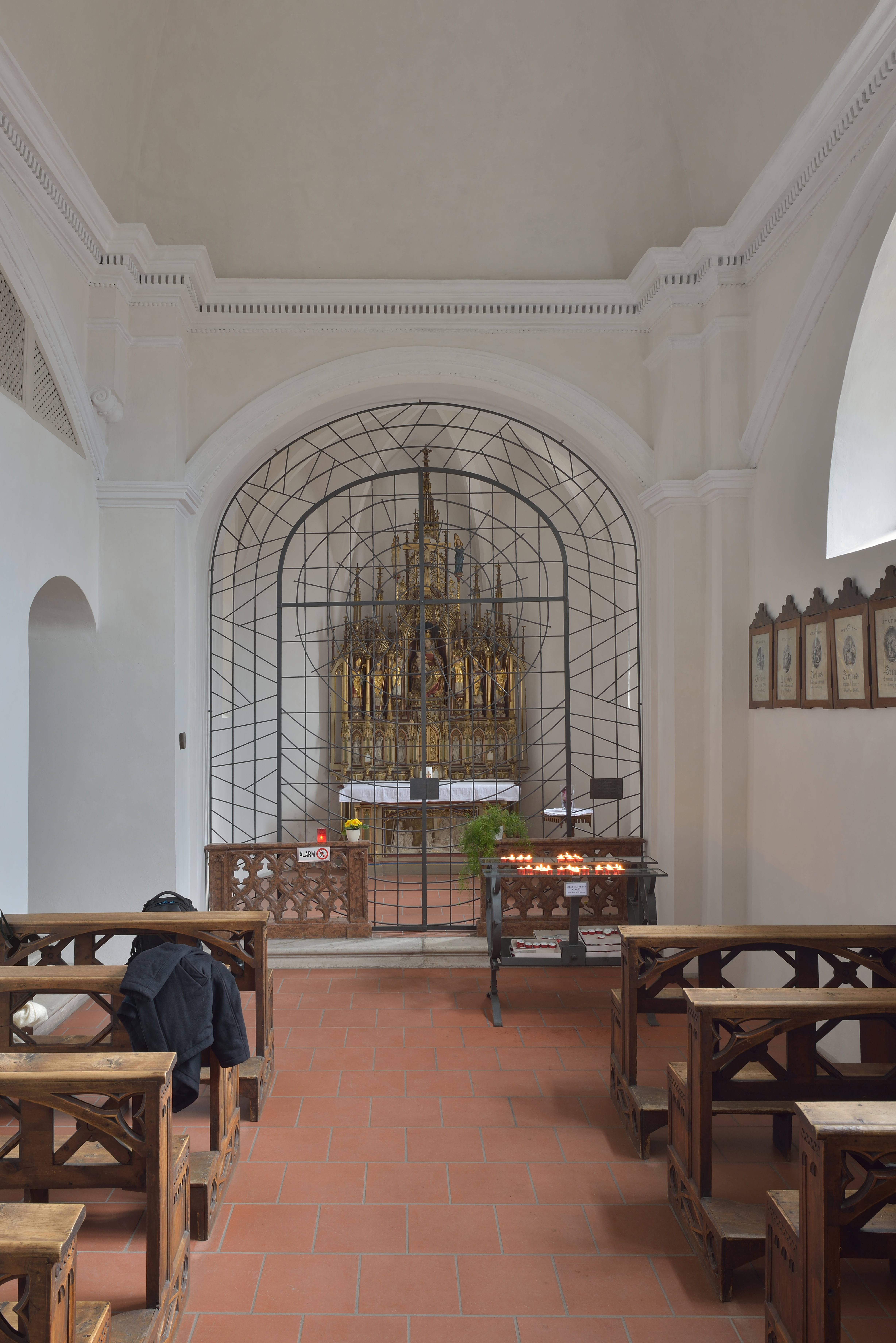
Marienkapelle mit der mittelalterlichen Apsis

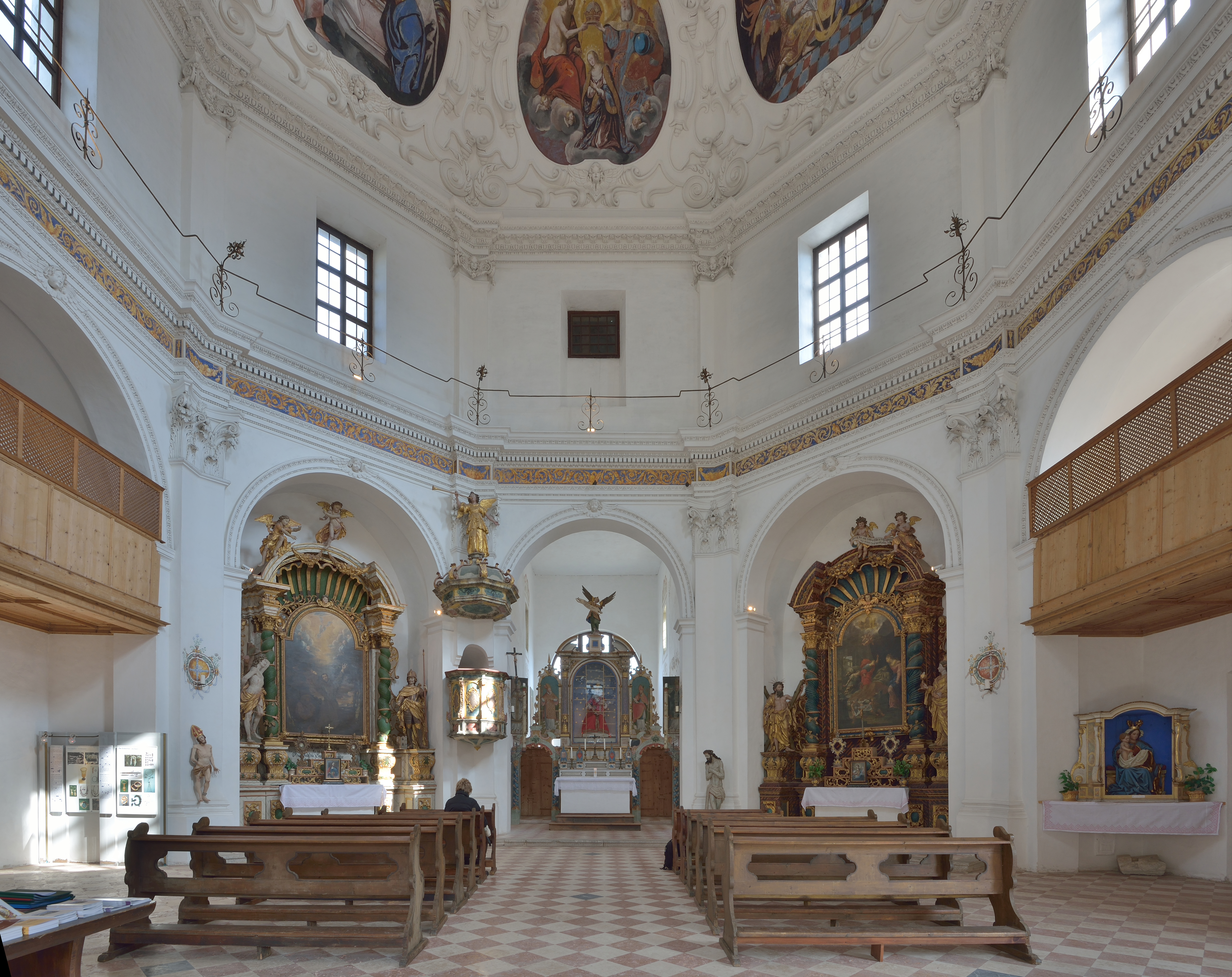
Innenraum des barocken Oktogons

Die Liebfrauenkirche auf Säben ist ein römisch-katholischer Sakralbau in Südtirol. Sie befindet sich nahe dem Kloster Säben oberhalb von Klausen. Sie ist Maria bzw. Unserer Lieben Frau, der Mutter Jesu, geweiht. Während die eigentliche Kirche auf das 17. Jahrhundert zurückgeht, stammt die baulich angeschlossene Marienkapelle (auch Gnadenkapelle) aus dem Mittelalter.

## Geschichte
Die Liebfrauenkirche schließt an ihrem Standort an frühchristliche Traditionen an: In diesem Bereich stand bereits im 6. Jahrhundert ein Baptisterium. Dieses wurde im Mittelalter mit einer Marienkapelle überbaut, die als südöstlicher Anbau der Liebfrauenkirche in Teilen immer noch besteht. Der ursprünglich romanische Bestand erfuhr später eine gotische Umgestaltung.
Zwischen 1652 und 1658 (wenige Jahre vor der Errichtung des Klosters Säben etwas höher am Hang) wurde der mittelalterliche Longitudinalbau unter Leitung des Stadtpfarrers Mathias Jenner mit einem barocken Oktogon und einem östlich angeschlossenen Chorraum überbaut. Die ausführenden Baumeister waren Giacomo und Andrea Delai.

## Baubeschreibung
Vom westlichen Eingang her präsentiert sich die Liebfrauenkirche als oktogonaler Zentralbau. Im Aufriss zeigt sich eine Zweiteilung des Hauptraums: Unten sind die Wände mit Nischen ausgestaltet, oberhalb des dekorativen Gebälks liegt ein zweites, durch Fenster aufgebrochenes Oktogon. Nach oben hin vollendet wird der Raum durch eine Kuppel, auf der sich eine Laterne befindet. Östlich schließt ein kurzer rechteckiger Chorraum an, der nordseitig von einem kleinen Turm mit Glockenhaube überragt wird. Im Südosten ergänzt die baulich verbundene Marienkapelle das Ensemble: Der kurze rechteckige Raum mit Pultdach ist nach Osten zur mittelalterlichen Rundbogenapsis mit Kreuzgratgewölbe orientiert.
Bekannt ist die Liebfrauenkirche für die prächtigen Arbeiten der Stuckateure Francesco Carlone und Simon Delai sowie ihre Freskenausstattung. In der Kuppel des Oktogons malte Stephan Kessler stuckgefasste birnenförmige Felder aus. Es handelt sich dabei um Szenen aus dem Leben Mariens nach Grafikvorlagen von Peter Paul Rubens.
Der manieristisch beeinflusste Hochaltar im Chorraum entstand 1612 in der Klausner Werkstatt von Hans Rumpfer und schmückte bereits die Vorgängerkirche. Die großen qualitätsvollen Seitenaltäre im Oktogon stiftete 1674 der Stadtpfarrer Mathias Jenner zusammen mit seinen Geschwistern. Am neugotischen Altar der Marienkapelle ist eine Kopie der berühmten spätgotischen Skulptur der thronenden Madonna mit Kind („Gnadenmutter von Säben“) zu besichtigen. 

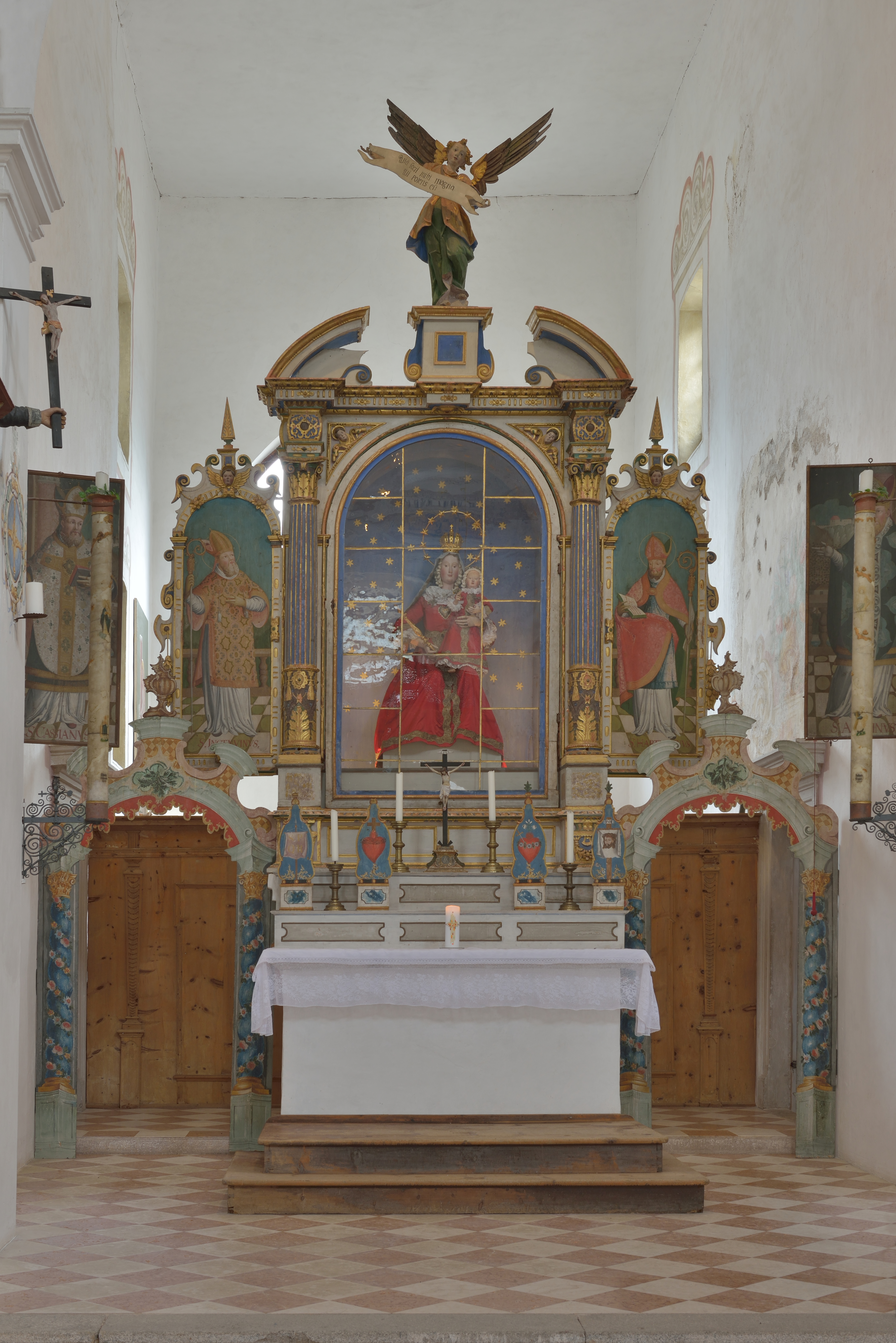
Hauptaltar im Chorraum
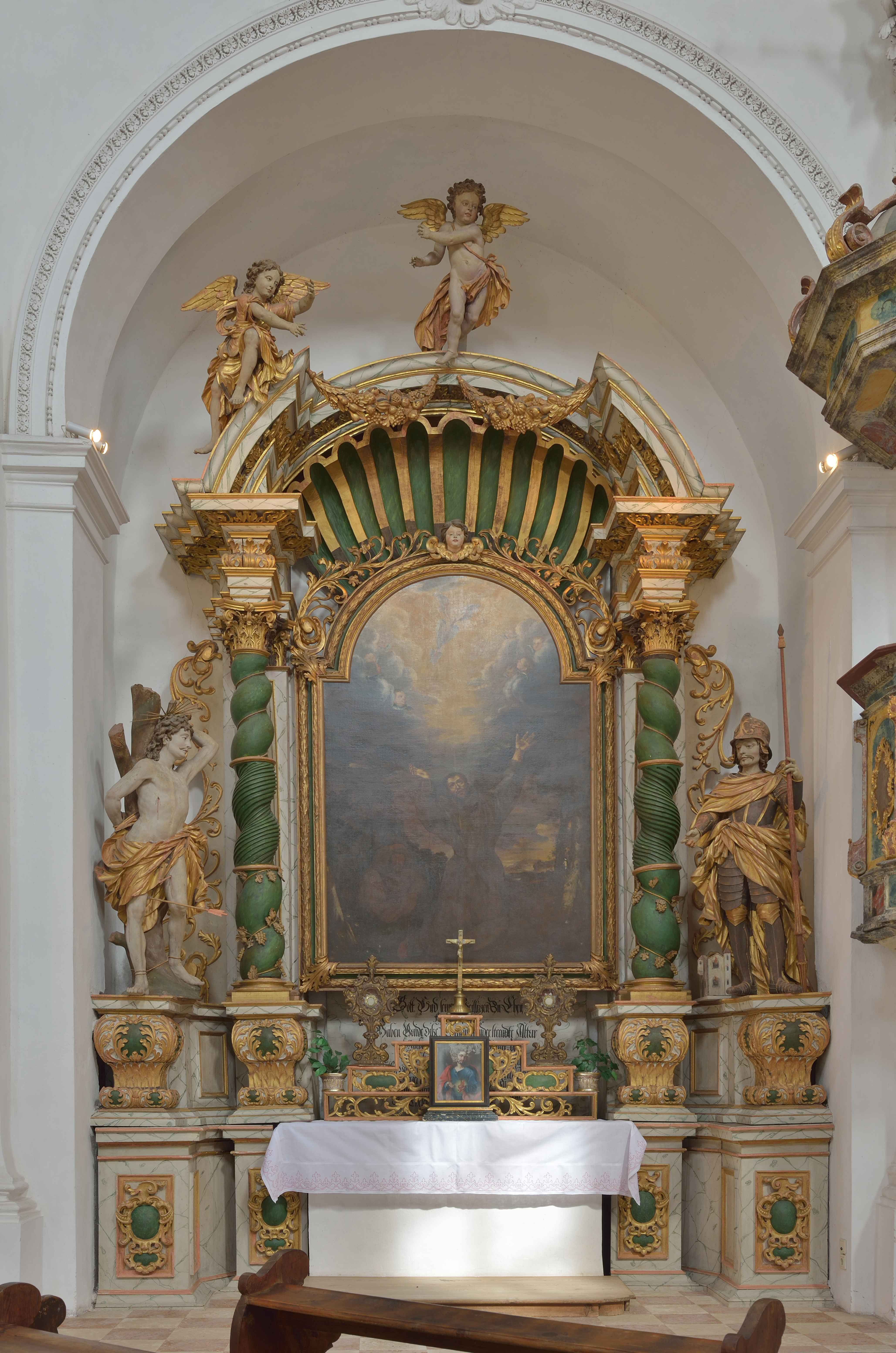
Linker Seitenaltar im Oktogon
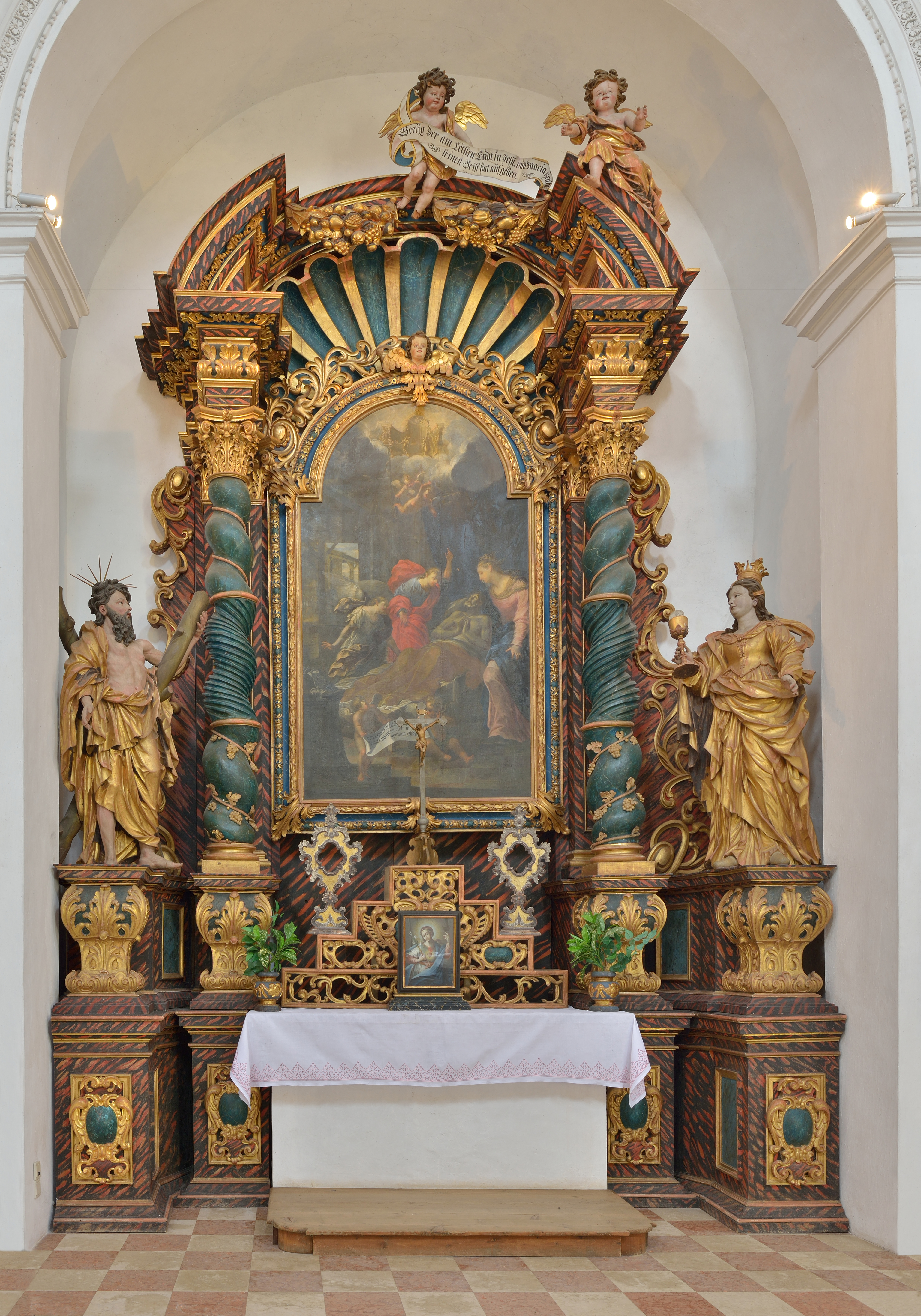
Rechter Seitenaltar im Oktogon
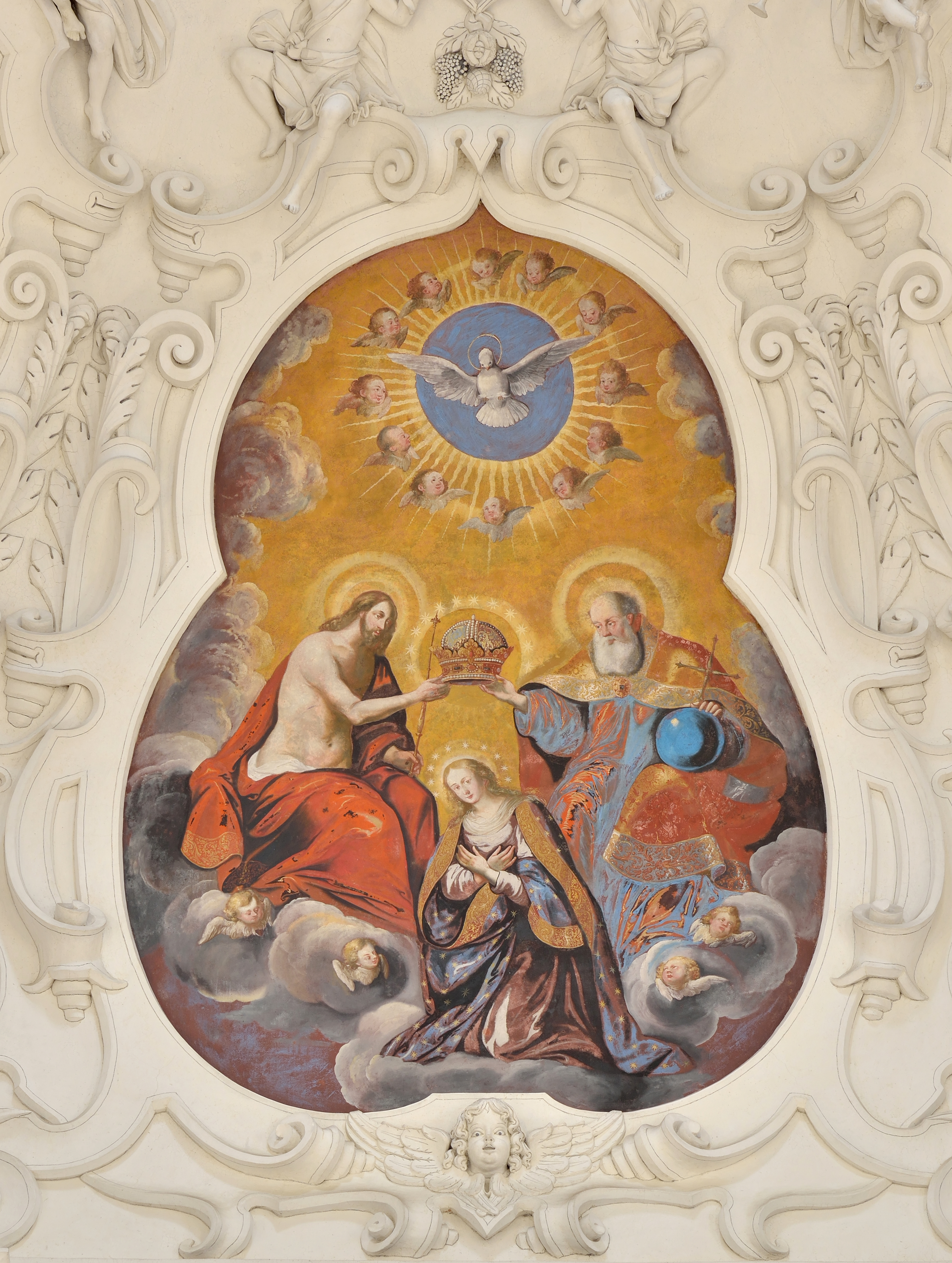
Krönung Mariens von Stephan Kessler im Kuppelraum
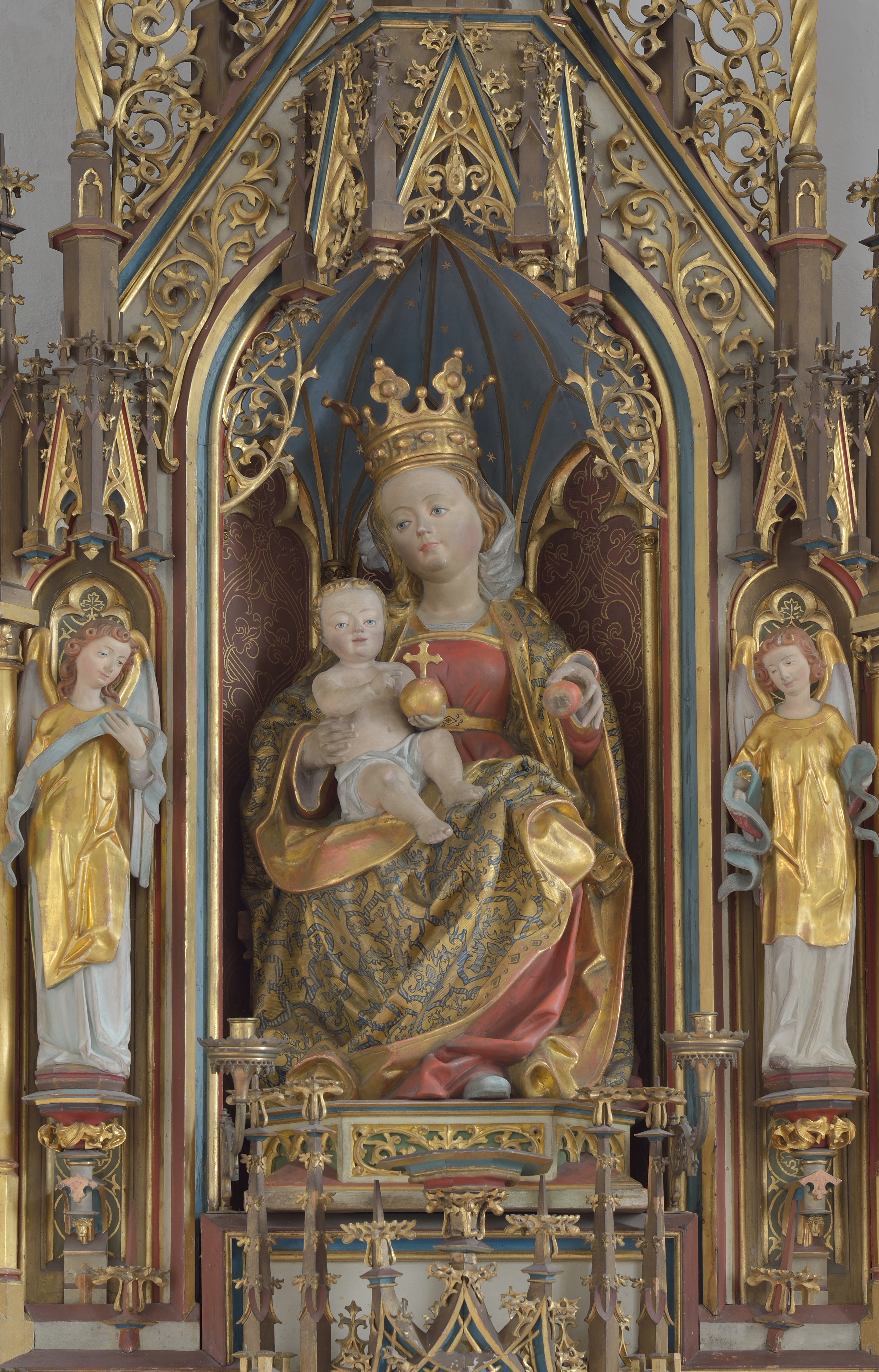
Thronende Maria mit Kind in der Marienkapelle